# Fotboll i San Marino
Fotboll är den populäraste sporten i San Marino.[källa behövs]

## Klubbfotboll
Högstadivisionen i San Marino grundades av Federazione Sammarinese Giuoco Calcio (San Marinos fotbollsförbund). Det är 15 lag som deltar uppdelade i två grupper där det är en grupp med 8 lag och en grupp med 7 lag. De tre bästa från varje grupp går till slutspel och segraren i slutspelet får försöka kvala in till Champions League från den första kvalomgången. SS Murata var det första laget som fick chansen att kvala in till Champions League, men man förlorade i första kvalomgången mot ett finskt lag. San Marino har även en klubb i det italienska seriesystemet, San Marino Calcio som spelar i den italienska fjärdedivisionen, Serie C2.
Det finns två stora cuptävlingar i landet. Den första är Coppa Titano som grundades 1937 och den andra är Trofeo Federale.

## Internationell fotboll
San Marino spelade sin första landskamp 1986, då man förlorade mot det kanadensiska OS-laget.
I en VM-kvalmatch mot England den 17 november 1993 tog man ledningen efter 8,3 sekunder genom Davide Gualtieri. Detta är det snabbaste målet någonsin i en VM-kvalmatch. England vände sedan matchen och vann med 7-1.
Den 29 april 2004 vann man sin hittills enda match, 1-0 hemma mot Liechtenstein i en vänskapsmatch. Det var Andy Selva som gjorde målet.
Den 6 september 2006 förlorade San Marino med 13-0 hemma mot Tyskland under EM-kvalet till EM 2008. Under samma EM-kval man mycket nära att ta poäng mot Irland, men med 8 sekunder kvar av matchen så gjorde Stephen Ireland mål och Irland vann matchen.
San Marino rankas på 202:a plats i världen.